# Скоропадская, Елена Павловна
Елена Павловна Отт-Скоропадская (5 июля 1919, Берлин, Германия — 4 августа 2014, Цюрих, Швейцария) — младшая дочь последнего гетмана Украины Павла Скоропадского. С 1975 года возглавляла Союз гетманцев-государственников (СГД) — политическую монархическую организацию, правопреемницу Украинского союза хлеборобов-государственников.

## Биография
Родилась в Фриденау (ныне в составе Берлина) Германия, по специальности управленец, секретарь, архивариус (училась в школе Летте в институте города Гмелин (нем. Gmelin) и в Берлине).
Часто меняла место жительства, но больше всего жила в Швейцарии и Германии.
Скончалась в Швейцарии в возрасте 95 лет.

### Деятельность
Принимала активное участие в деятельности Гетманского движения в эмиграции, в 1975 году после смерти своей сестры Елизаветы Скоропадской-Кужим (личного секретаря отца) Елена Павловна взяла на себя руководство гетманским движением. Соавтор воспоминаний о последних днях гетмана Павла Скоропадского «Воспоминания».
Автор книги воспоминаний «Последняя из рода Скоропадских», где гетьманивна подчеркивала, что их семья принадлежала к тем, «которые высоко ценили свое историческое корни и украинский образ жизни». Скоропадская зафиксировала быт и деятельность членов семьи в эмиграции, описала историю самых известных представителей украинской и русской аристократии, родственных по роду Скоропадских. Среди них Кочубеи, Миклашевские, Милорадовичи, Тарновские, Дурново, Олсуфьевы, Билосельске-Белозерские и другие.
Впервые посетила Украину в 1991-м, после провозглашения независимости, потом почти каждые два года приезжала на родину предков. Встречалась с отечественными историками, политическими деятелями, молодыми учеными, теми, кого интересовали судьба гетмана, обычаи и жизнь его семьи.
Принимала участие в научных конференциях, помогала экспонатами Музею гетманства, куда, в частности, передала копии портретов украинских гетманов работы Ольги Мордвиновой, выполненные по заказу отца, хранившиеся в усадьбе Скоропадских в Ванзее. Приложила усилия, чтобы на Украине и в Германии смогли выйти «Воспоминания» гетмана Павла Скоропадского. Все эти шаги были направлены на «очищение» личности известного украинского военного деятеля от порой пристрастных оценок историков.

## Семья
30 августа 1944 года Елена Скоропадская вышла замуж за Герда Гиндера, который в апреле 1945-го умер в госпитале от ранений.
20 марта 1948-го стала женой Людвига Отта (1915—2015) (в 1958-1978-м директор швейцарского издательства Tagesanzeiger).
30 января 1954-го у них родились две дочери: Александра и Ирена, сейчас[когда?] живут в Швейцарии.

## Награды
- Орден «За заслуги» III степени (3 февраля 2010 года, Украина) — за весомый личный вклад в сохранение и обогащение национального историко-культурного наследия, активную деятельность в деле возвращения культурных ценностей в Украину и по случаю годовщины образования Государственной службы контроля по перемещению культурных ценностей через государственную границу Украины[2]